# ACSW
ACSW(Advanced Crew-Served Weapon)는 OCSW(Objective Crew-Served Weapon)로도 알려져 있는 복합형 중기관총 군사 프로젝트이다. 1980년대 소형 무기 통합 계획 프로그램(Small Arms Master Plan)의 일부분으로, 미국 육군의 요청에 의해 제너럴 다이나믹스 아르마먼트 앤 테크니셜 프로덕츠에서 개발하였다. 마크19 고속유탄기관총과 12.7mm 브라우닝 M2 기관총을 대체하거나 보완하는 목적을 가진다.

## 개요
XM307 25 mm 에어버스팅 웨폰 시스템(XM307 25 mm Airbursting Weapon System)으로도 알려져 있는 25 mm 중기관총이다. 사람이 운반할 수 있을 정도로 가볍고, 25 mm 공중폭발탄과 고성능 폭약, HEAT, 기화폭탄을 분당 260발로 쏜다. 프로그래밍이 가능한 공용 폭발탄을 사격 관제 장치를 통해 조작하여 보병을 약 2 km 안팎에서 무력화할 수 있고, 기갑 전투 차량, 선박, 헬리콥터를 약 1 km 안에서 막을 수 있는 성능을 지녔다. 그리고 이중 탄약 공급 방식을 취하고 있어 몇 개의 부품을 교환하는 것만으로도 .50 기관총인 XM312으로 쉽게 바꿀 수 있도록 설계되었다.
미국 육군은 2008년에 채용하여 특수 부대에 지급할 예정이었으나, NATO 표준화된 40 mm의 각종 탄약이 이미 있으며, 40 mm에서 25 mm로 바꾸었을 때 드는 비용의 문제로 마크47 스트라이커를 채택하였다. 그에 따라 ACSW 프로그램은 개발을 멈추고 폐기되었다.

## 같이 보기
- OICW
- 마크47 스트라이커
- 배럿 XM109
- XM25